# Беднари (Лодзинське воєводство)
Беднари (пол. Bednary) — село в Польщі, у гміні Неборув Ловицького повіту Лодзинського воєводства.
Населення — 976 осіб (2011).

## Демографія
Демографічна структура станом на 31 березня 2011 року:
|          | Загалом | Допрацездатний вік | Працездатний вік | Постпрацездатний вік |
| -------- | ------- | ------------------ | ---------------- | -------------------- |
| Чоловіки | 474     | 100                | 326              | 48                   |
| Жінки    | 502     | 98                 | 273              | 131                  |
| Разом    | 976     | 198                | 599              | 179                  |